# SN 2007rw
SN 2007rw – supernowa typu IIb odkryta 29 listopada 2007 roku w galaktyce UGC 7798. W momencie odkrycia miała maksymalną jasność 14,30m.